# C215

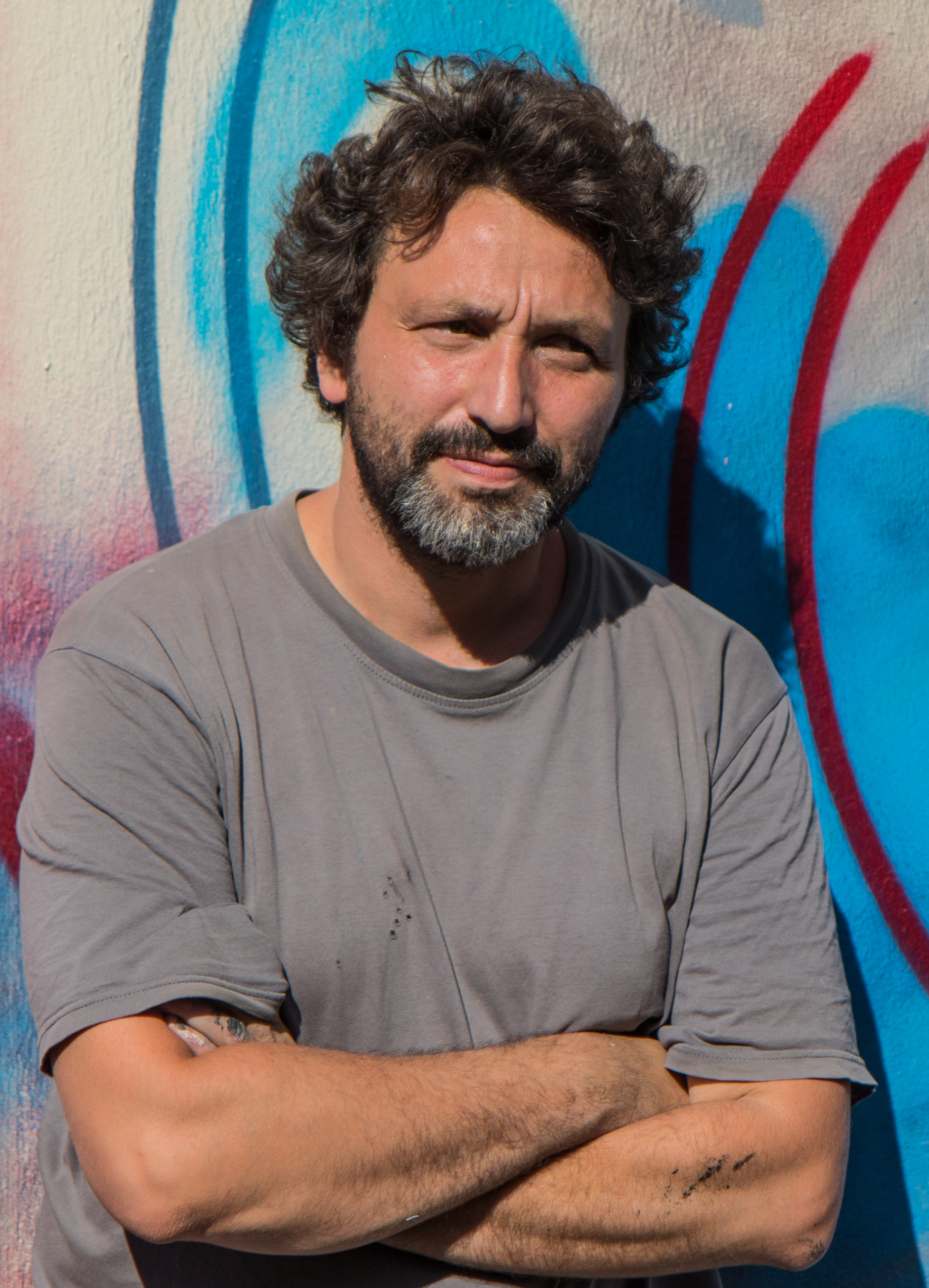

C215, nacido con el nombre de Christian Guémy, es un artista francés de arte urbano, nacido en Bondy. C215 trabaja principalmente con estarcido. Aunque ha sido un artista de arte urbano desde el año 2012, su trabajo con estarcidos comenzó en 2015.
Su obra se caracteriza principalmente en la creación de retratos y uno de los temas más frecuentes de su trabajo artístico son retratos de su hija Nina, quien al igual que su padre es artista de arte urbano.
Aparte de los retratos de su hija, C215 se enfoca en retratos de mendigos, personas sin hogar, refugiados, niños de la calle y ancianos. El artista dice que quiere llamar la atención a la gente que está olvidada por la sociedad. 
C215 desea embellecer la ciudad, por lo tanto pinta solo sobre superficies destrozadas, sin tener la necesidad de cubrir su cara.
Parece que intenta adaptar el tema de su obra al entorno urbano.
Durante los años, su estilo se ha desarrollado desde una base de estarcido sencillo de retratos en blanco y negro, a una combinación multicolor de estarcido y pintura a mano alzada en sus últimas obras. 
C215 es un artista prolífico y ha practicado su arte en ciudades de todo el mundo. Su arte se puede ver en diferentes ciudades del mundo, como Barcelona, Ámsterdam, Londres, Roma, París, Nueva Delhi, Sao Paulo, Atenas, Estambul, Milán, Viena, Jerusalén. 
Además de su trabajo en la calle, C215 también produce obras de arte para galerías comerciales, también ha colaborado con el videojuego Far cry 4 de ubisoft montereal en donde se pueden ver varias obras del artista